# Johannes II. von Waldburg

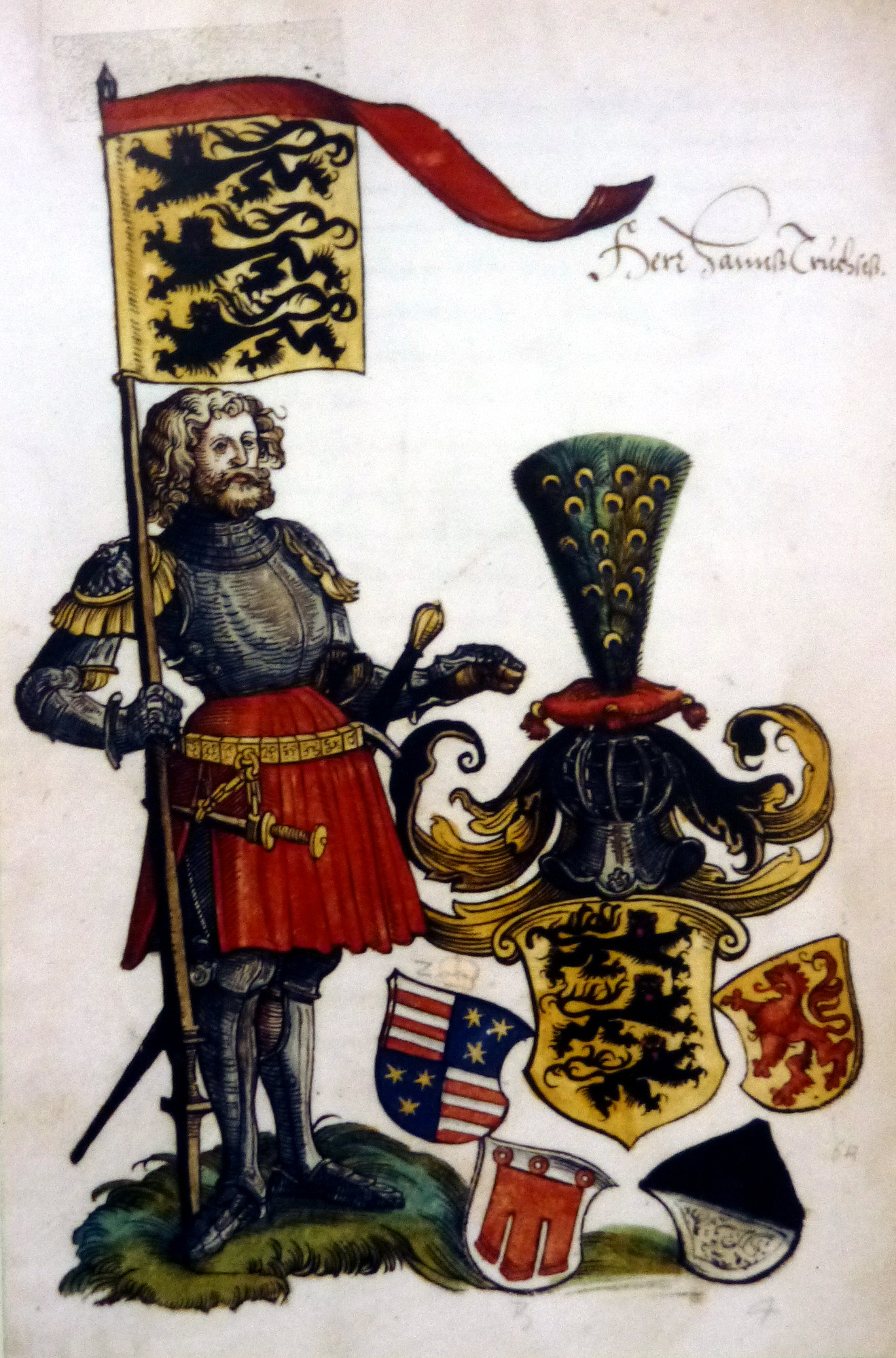
Johannes II. von Waldburg ("Hans mit den vier Frauen")

Johannes II. von Waldburg oder Johann II. Truchseß von Waldburg, auch Hans II., auch genannt Truchsess Hans mit den vier Frauen (* um 1344  auf Burg Waldburg in Waldburg; † zwischen 22. / 31. März 1424) war ein Graf und Truchsess, Ritter (1419), Landvogt im Aargau, Thurgau, auf dem Schwarzwald und in Glarus, Unterlandvogt in Schwaben. Er entstammt dem schwäbischen Adelsgeschlecht Waldburg.

## Leben
Johannes II. war in der fünften Generation ein direkter Nachfahre der Truchsessen von Waldburg und Sohn des Eberhard III. von Tanne-Waldburg und dessen Frau, der Herzogin Agnes von Teck. Als sein Vater starb, war er noch minderjährig. Bis zu seinem Regierungsantritt 1362 verwaltete seine Mutter das Amt. Er erbte von seinem Vater die Schlösser Waldburg, Wolfegg und Zeil sowie die Stadt Wurzach, wobei die beiden letzteren sofort angefochten wurden.
Johannes war viermal verheiratet, daher sein Name Truchsess Hans mit den vier Frauen. Aus diesen Ehen verfügte er über eine hohe Mitgift, die er zum Erwerb österreichischen Besitzes auf Pfandbasis einsetzte. Die österreichischen Herzöge belohnten mit den Verpfändungen seine Verdienste, zum Beispiel im Krieg gegen die Eidgenossen. Johannes trug so wesentlich zur Herrschaft des Hauses Waldburg bei, bis zum Ende des Heiligen Römischen Reiches im Jahre 1806.
Seine drei Söhne aus vierter Ehe begründeten die drei Hauptlinien des Hauses Waldburg:
- Eberhard I. (1424–1479) begründete die bereits 1511 erloschene Sonnenbergische Linie
- Jakob († 1440 oder 1460) war der Stammvater der Jakobischen Linie, in deren Besitz die Herrschaft Trauchburg mit Kißlegg und Friedberg-Scheer nebst Dürmentingen gelangte. Die Jakobische Linie erlosch in Schwaben 1772, wohingegen die seit der Reformation in Ostpreußen bestehende evangelische Seitenlinie Waldburg-Capustigall erst 1875 im Mannesstamm ausstarb.
- Georg I. († 1467 oder 1479). Er begründete die Georgische Linie, die sich 1595 in die Linien Zeil (heute noch bestehend als Walburg zu Zeil und Trauchburg) und Wolfegg (heute als Waldburg-Wolfegg-Waldsee) teilte.

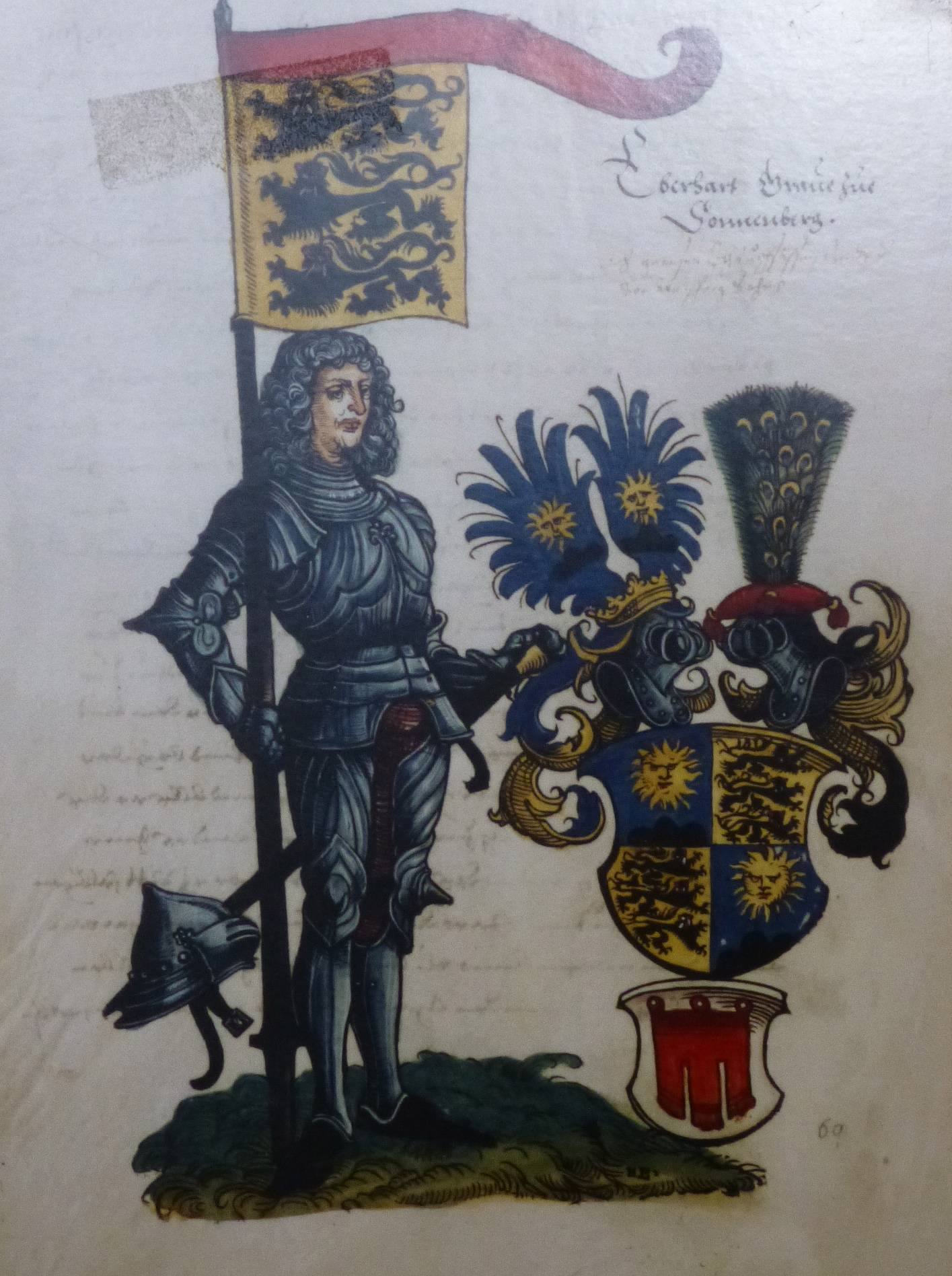
Eberhard I. von Sonnenberg
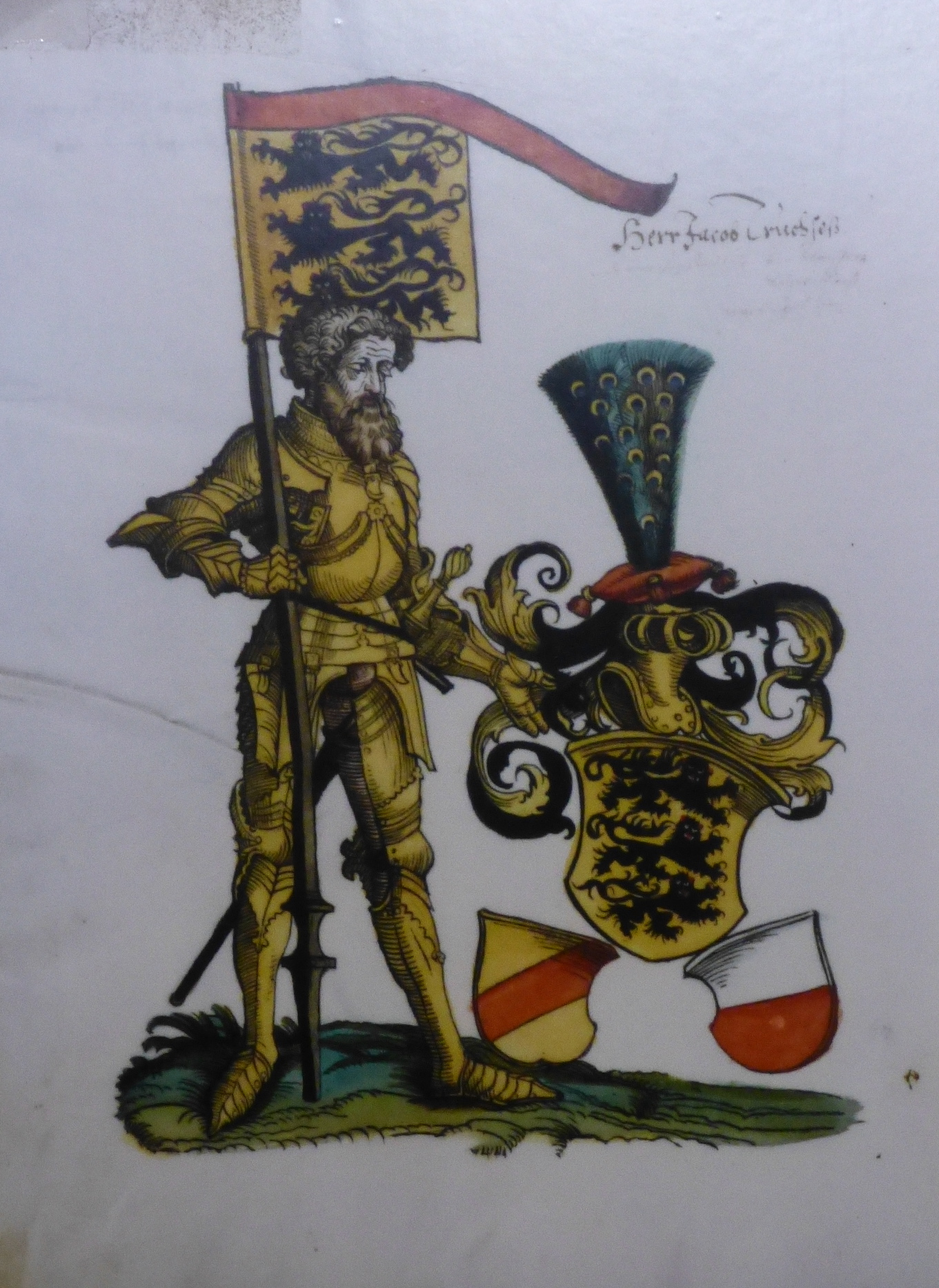
Jakob I. von Waldburg-Trauchburg
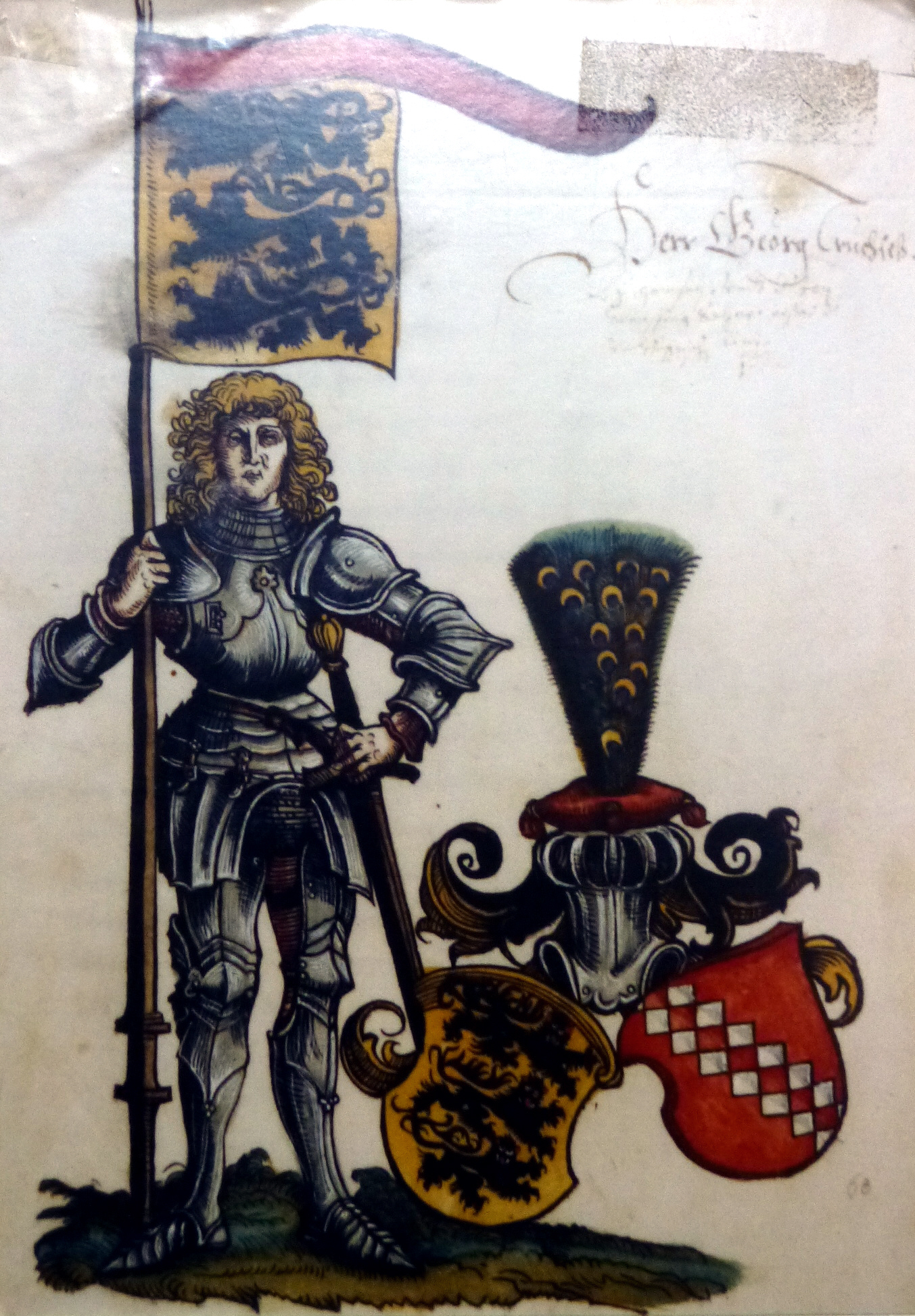
Georg I. von Waldburg-Zeil

## Schlacht von Sempach
Herzog Leopold berief ihn um 1385 zum Landvogt, vorrangig, um die Eidgenossen an ihrem Bündnis mit dem Schwäbischen Bund zu hindern. Dies gelang jedoch nicht, nur Schwyz trat dem Bund nicht bei. Aufgrund weiterer Differenzen mit den Eidgenossen gegen Herzog Leopold, insbesondere wegen des Zolls zu Rotenberg (gelegen bei Fricktal im Sisgau, gehört heute zum Kanton Solothurn), entbrannte letztlich ein Krieg, den Johannes II. zu führen hatte, zu dem er jedoch zunächst aus Mangel an Personal nicht in der Lage war. So zerstörten die Luzerner am 28. Dezember 1385 die Burg Rotenburg, deren Besitzer die Ritter von Rotenberg waren, sie standen in Diensten der Habsburger; die übrigen Besitzer fielen später in der Schlacht von Sempach, am 9. Juli 1386.
Im Frühjahr 1386 zerstörten die Eidgenossen die Burg Wolhusen und verheerten den Aargau. Nach einer kurzen Friedenspause nahm der Konflikt seinen Fortgang und es folgte die Schlacht von Sempach. Ob Johannes II. daran teilnahm, ist nicht gesichert, nach dem Ereignis wurde er durch Heinrich Geßler als Landvogt vertreten und trat erst 1388 wieder als solcher auf; das könnte bedeuten, dass er in der Schlacht verwundet wurde.

## Erbansprüche
Im Verlauf von Erbansprüchen gegenüber der Stadt Ravensburg und umliegender Orte kam es zu Auseinandersetzungen, im Juli 1389 wollte er die Stadt Wangen im Allgäu überrumpeln und zurückgewinnen, was ihm gründlich misslang, in der Schmiedgasse zertrümmert ihm ein Schmied auf der Flucht ein Bein. Nur mit Mühe erreichte er die Burg Leupholz, wo ihn der Burgherr Heinrich, Vogt von Summerau, aufnahm, während er seine Reiter weiter gegen Wolfegg und Wurzach ziehen ließ. Sein Aufenthaltsort wurde jedoch durch einen Turmwächter aus Wangen verraten, die Wangener belagerten die Burg umgehend, die sich am 21. Juli 1389 ergeben musste, und nahmen den Truchsessen und seine Freunde Graf Hermann von Sulz, Heinrich Vogt von Leupholz, Diepold von Lautrach, Egli von Schellenberg, Heinrich von Ellerbach, Kunrad von Freiberg, Völki von Laubenberg, Erhard von Weiler, Hyltbrand Öder und einen Büchsenmeister, Burhard von Stadion, und etwa zwanzig Knechte gefangen und verbrachten sie nach Lindau, die Burg wurde verbrannt. Danach erklärte er alle Ansprüche der Stadt Ravensburg gegenüber als erledigt, weitere Konflikte gab es später jedoch erneut.

## Fazit
In der Zeit des Johann II. waren mehrere Herrscher an der Macht, Kaiser Karl IV., König Wenzel und Ruprecht III. und Sigmund von Ungarn (dessen Vorgänger Jobst von Mähren sah er wohl nie), von denen er sich nach seiner Huldigung auch jeweils entsprechende Vergünstigungen zu erwirken wusste, er war ein harter Kriegsmann und nicht zimperlich, richtete gnadenlos, wenn es sein musste, er war aber auch lebensfroh und besaß Humor, so gründete er zu Ravensburg eine adlige Zechgesellschaft Zum Esel, weiter war er geschickt im Umgang mit Pfandschaften und im Handel und politisch vorausschauend, so dass er sein Haus entscheidend vergrößerte.

## Familie
Er war viermal verheiratet:
- 1. Elisabeth von Habsburg-Laufenburg
- 2. Catarina von Cilli († 1389)
- 3. Elisabeth von Montfort (1398)
- 4. Ursula von Abensberg (30. Januar 1422)

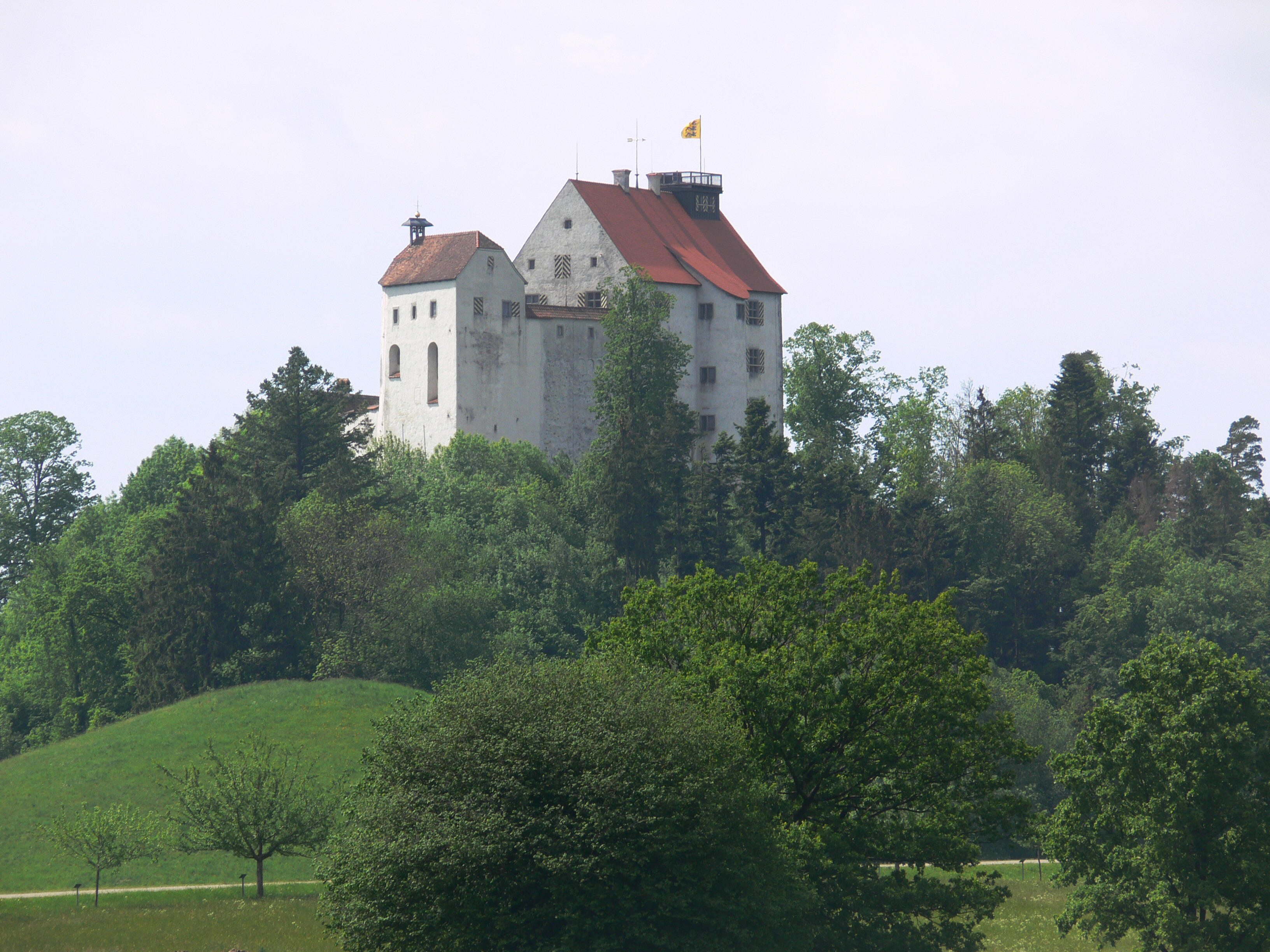
Die Burg Waldburg

Er hatte vermutlich mehr als zehn Kinder, wovon zwei früh verstarben:
- Anna († 1429), aus der Ehe mit Elisabeth von Habsburg-Laufenburg
- Ulrich (†)
- Johannes (†)
- Jakob I. von Trauchburg der »Goldene Ritter«[8], er war der Begründer der Jakobischen Linie.
- Eberhard I. zu Scheer und Friedberg, Graf von Sonnenberg (1424–1479) ⚭ am 21. Dez 1432 Kunigunde Gräfin von Montfort-Tettnang.
- Georg war der Begründer der Georgischen Linie, er war der dritte Sohn mit Ursula von Abensberg, sein berühmter Nachkomme ist der Bauernjörg
- Ursula ⚭ um 1413 Ulrich von Starkenberg
- Agnes ⚭ um 1417 Johannes von Haideck
- Verena ⚭ 1., Johannes Freiherr von Zimmern, 2. Hans von Rechberg
- Waldburga ⚭ Johannes von Klingenberg († 1478)
- Barbara wurde Klosterfrau

Sein Nachfolger im Amt wurde sein Sohn Eberhard I., der auch zum Begründer der Linie Sonnenberg wurde, Jakob und Georg begründeten ebenfalls eigene Linien.
Johannes II. von Waldburg hatte drei Brüder:
- Otto, (? starb früh),
- Friedrich (1362–1375) oder † 1379, ⚭
- Otto II. (1365–1385) ⚭ Adelheid Gräfin von Kirchberg[9]